# Николаевка (Купянский район)
Николаевка (укр. Миколаївка), село, 
Ягодненский сельский совет, 
Купянский район, 
Харьковская область.
Код КОАТУУ — 6323782005. Население по переписи 2001 года составляет 118 (54/64 м/ж) человек.

## Географическое положение
Село Николаевка находится недалеко от истоков реки Кобылка.
На расстоянии в 1 км расположено село Орлянка.

## История
- 1890 — дата основания.